# Agatonik (Nikolaidis)
Agatonik, imię świeckie Agathonikos Nikolaidis (ur. 1964) – grecki duchowny prawosławny posługujący w Tanzanii, od 2016 biskup Aruszy i środkowej Tanzanii.

## Życiorys
17 listopada 2016 r. otrzymał chirotonię biskupią.